# Le Poil
Pour les articles homonymes, voir Poil (homonymie).
Le Poil est une commune associée de Senez et une ancienne commune française, située dans le département des Alpes-de-Haute-Provence en région Provence-Alpes-Côte d'Azur.
Elle est rattachée sous forme d'association à Senez en 1974, même si elle ne dispose pas de limite commune.

## Géographie
Le Poil est situé à 1250 m d'altitude, dans le massif du Montdenier. La commune avait une superficie de 27,80 km2.

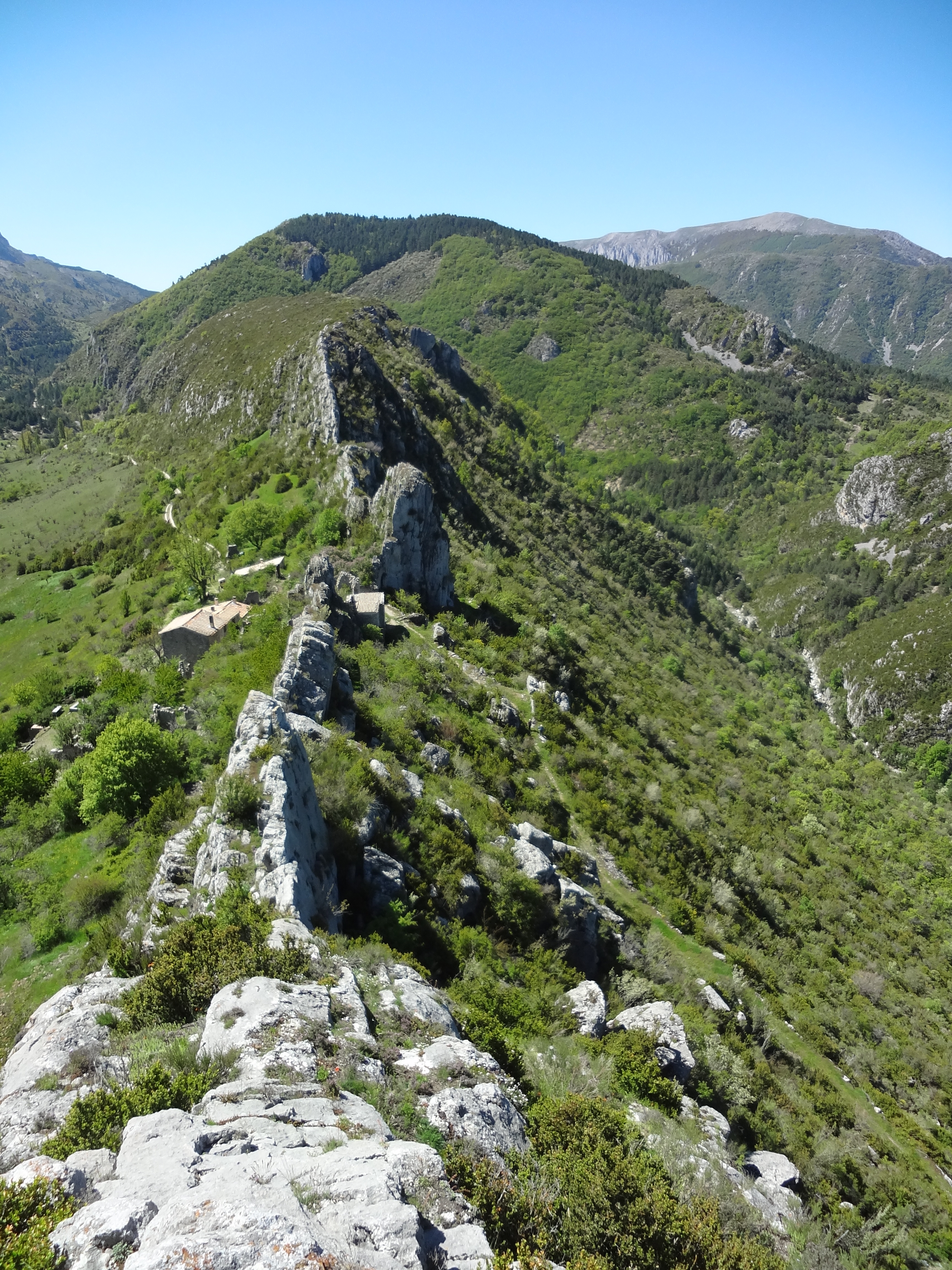
Le site de col du vieux village.
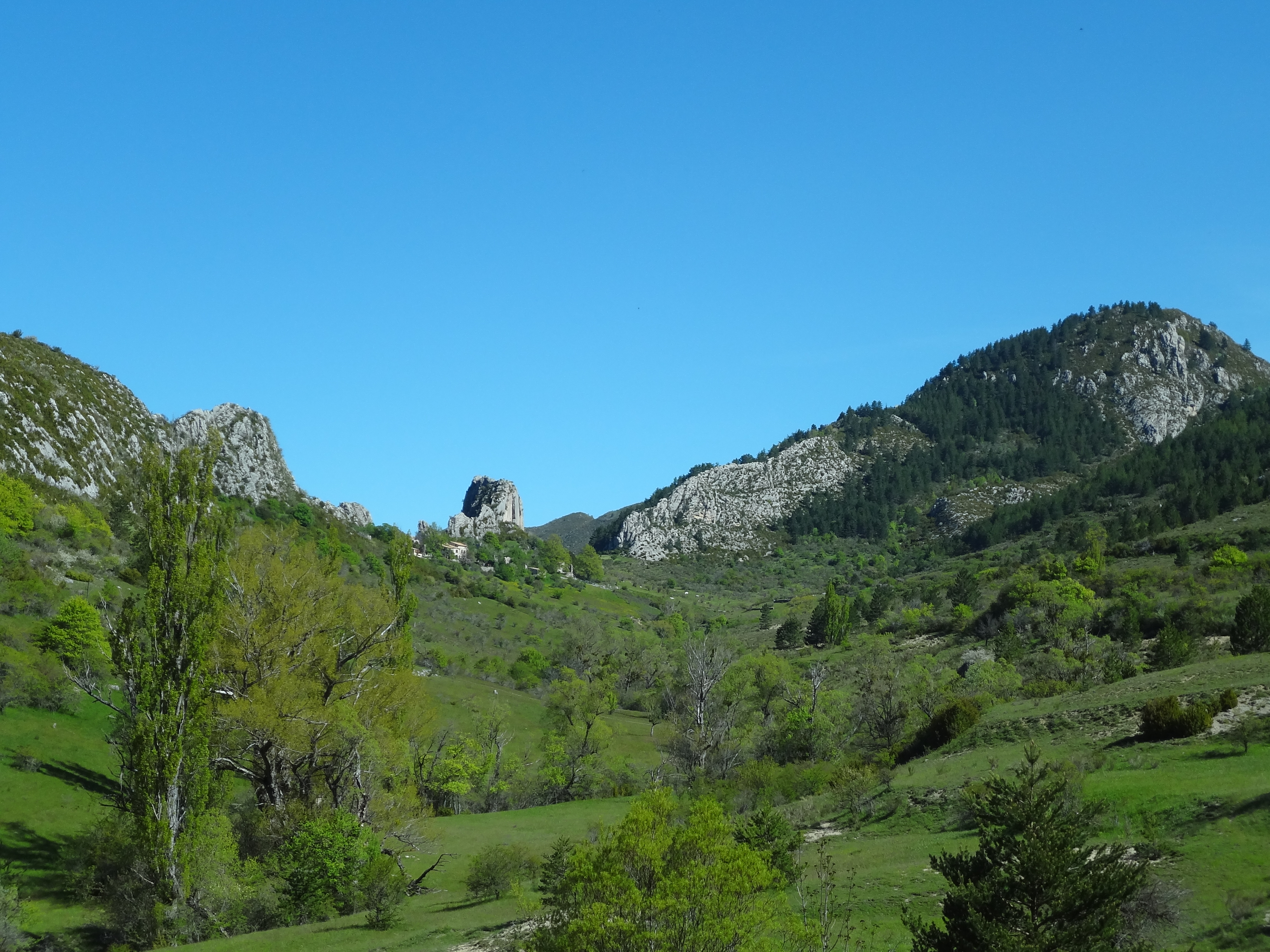
Le site et le village du Poil, vu du sud-est
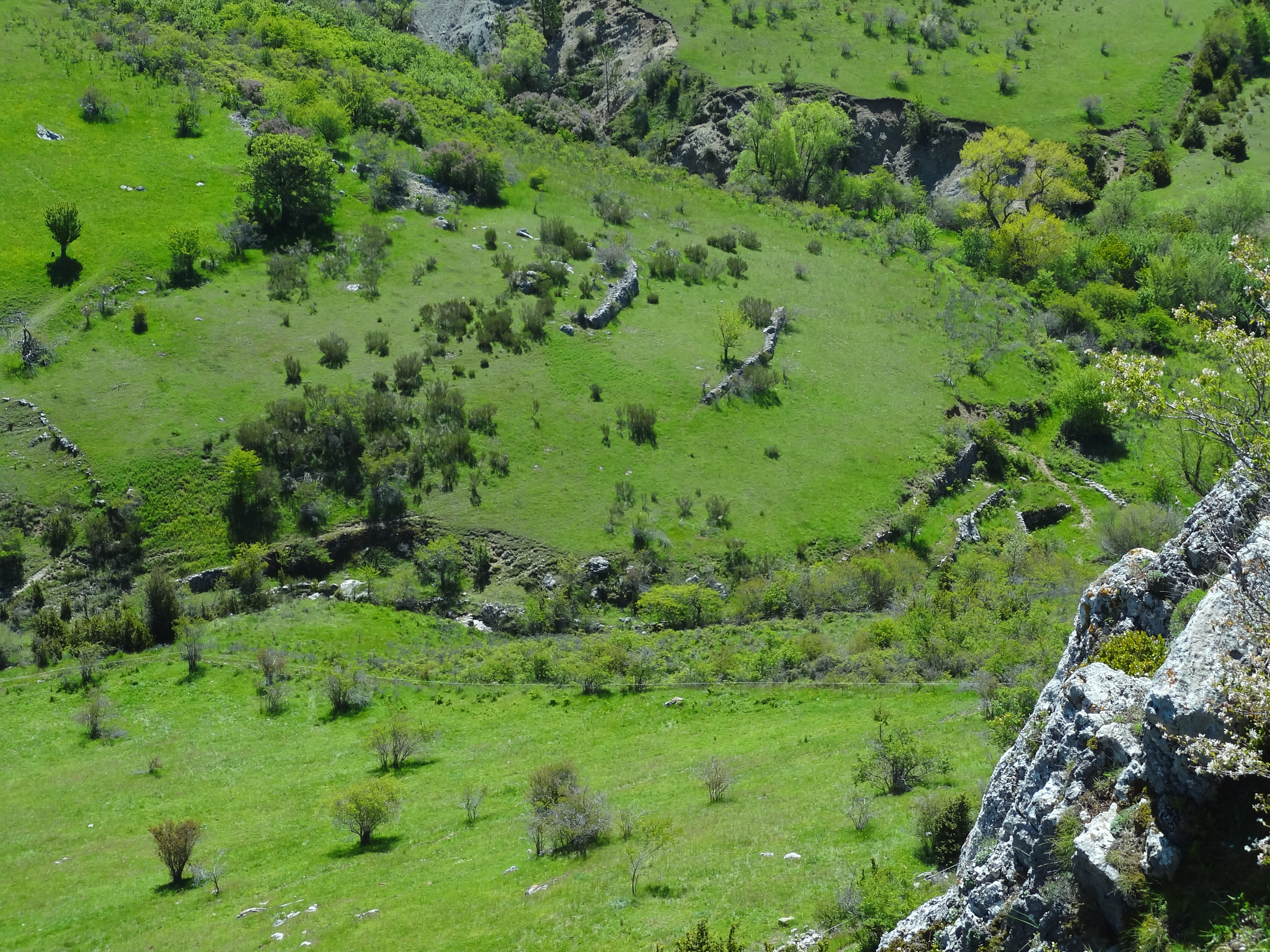
Vestiges d’agriculture en terrasse.
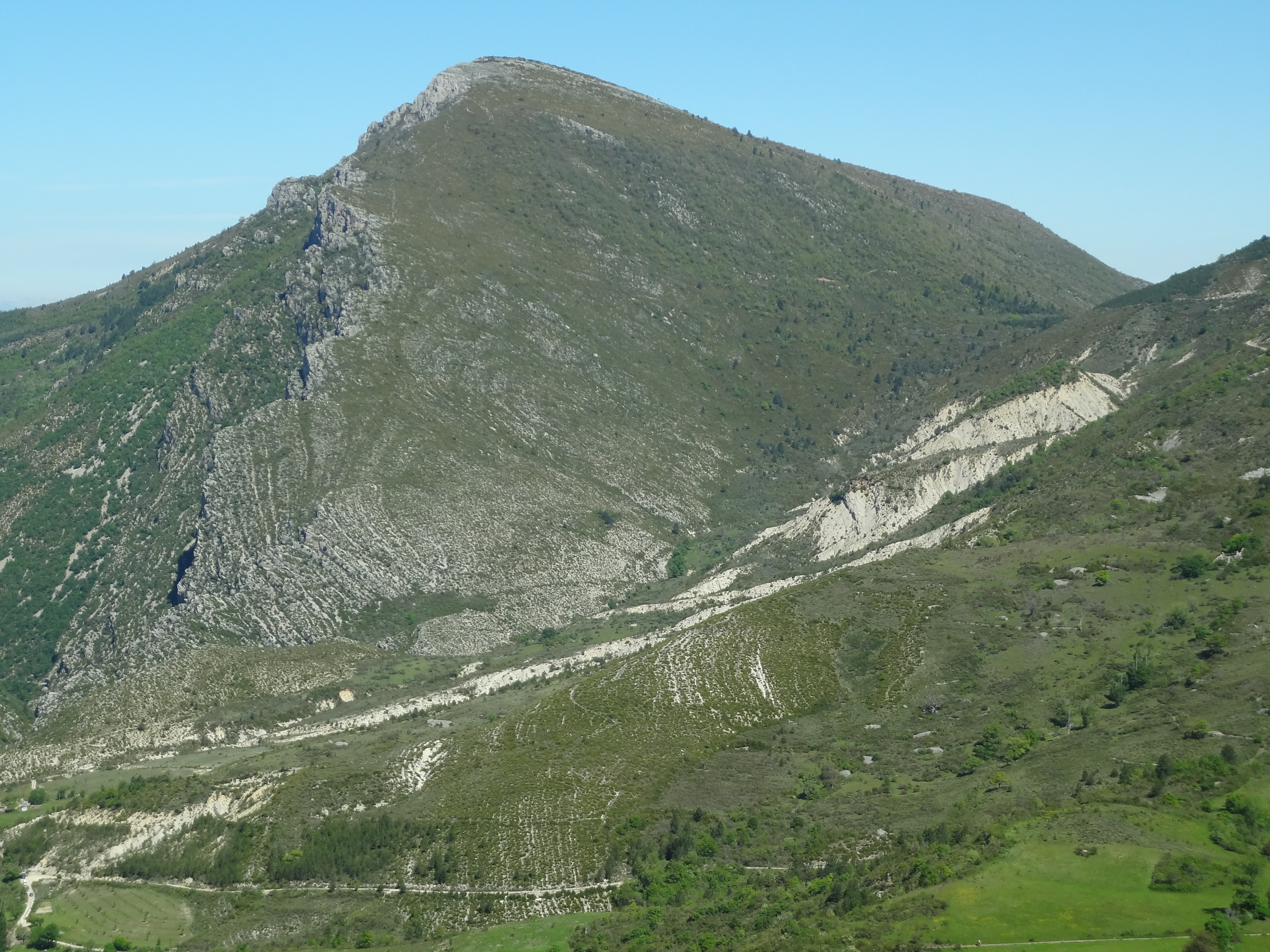
Montagne de Beynes, vue du Poil.
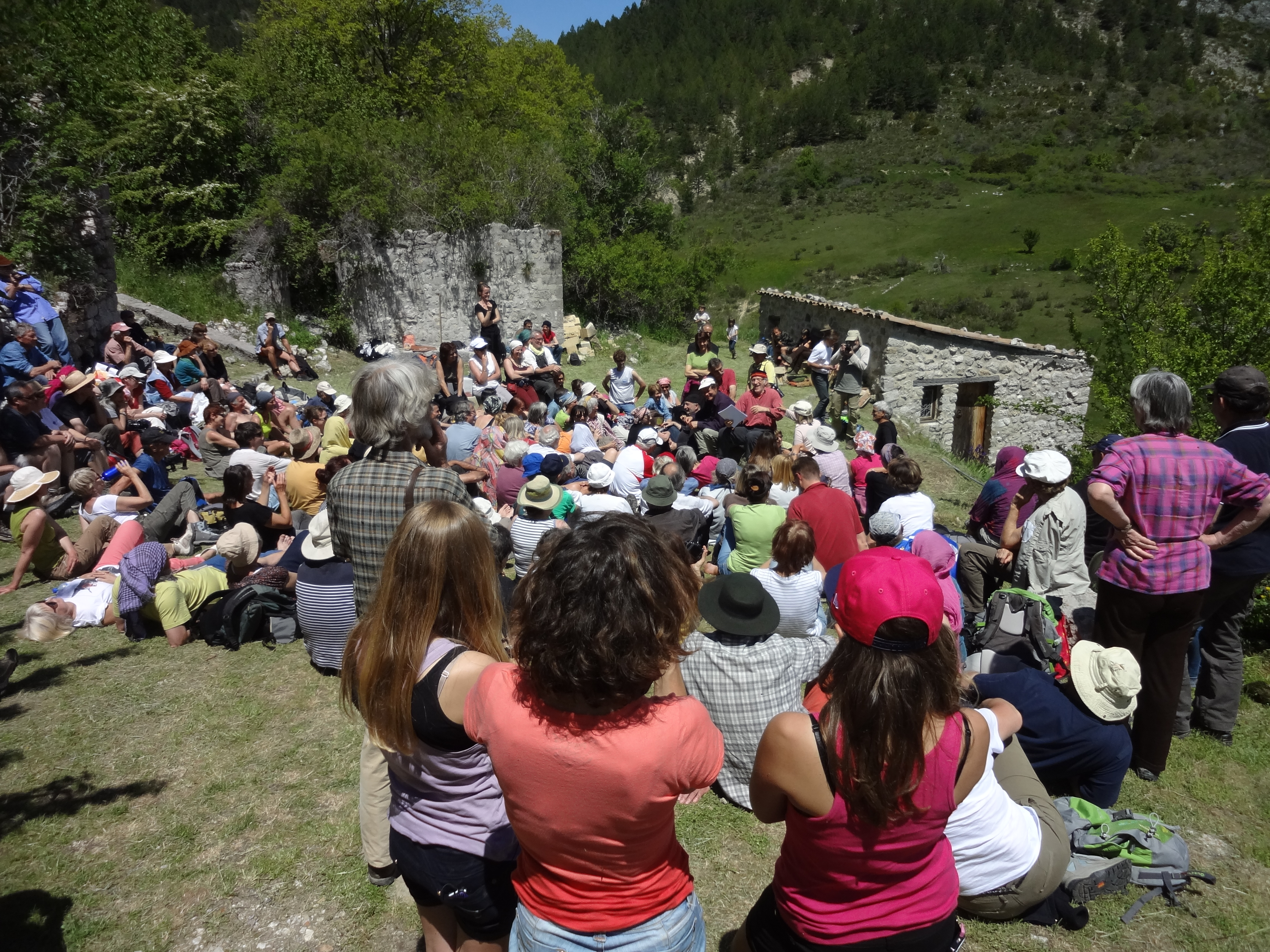
Festival de L'Homme semence en juin 2013.
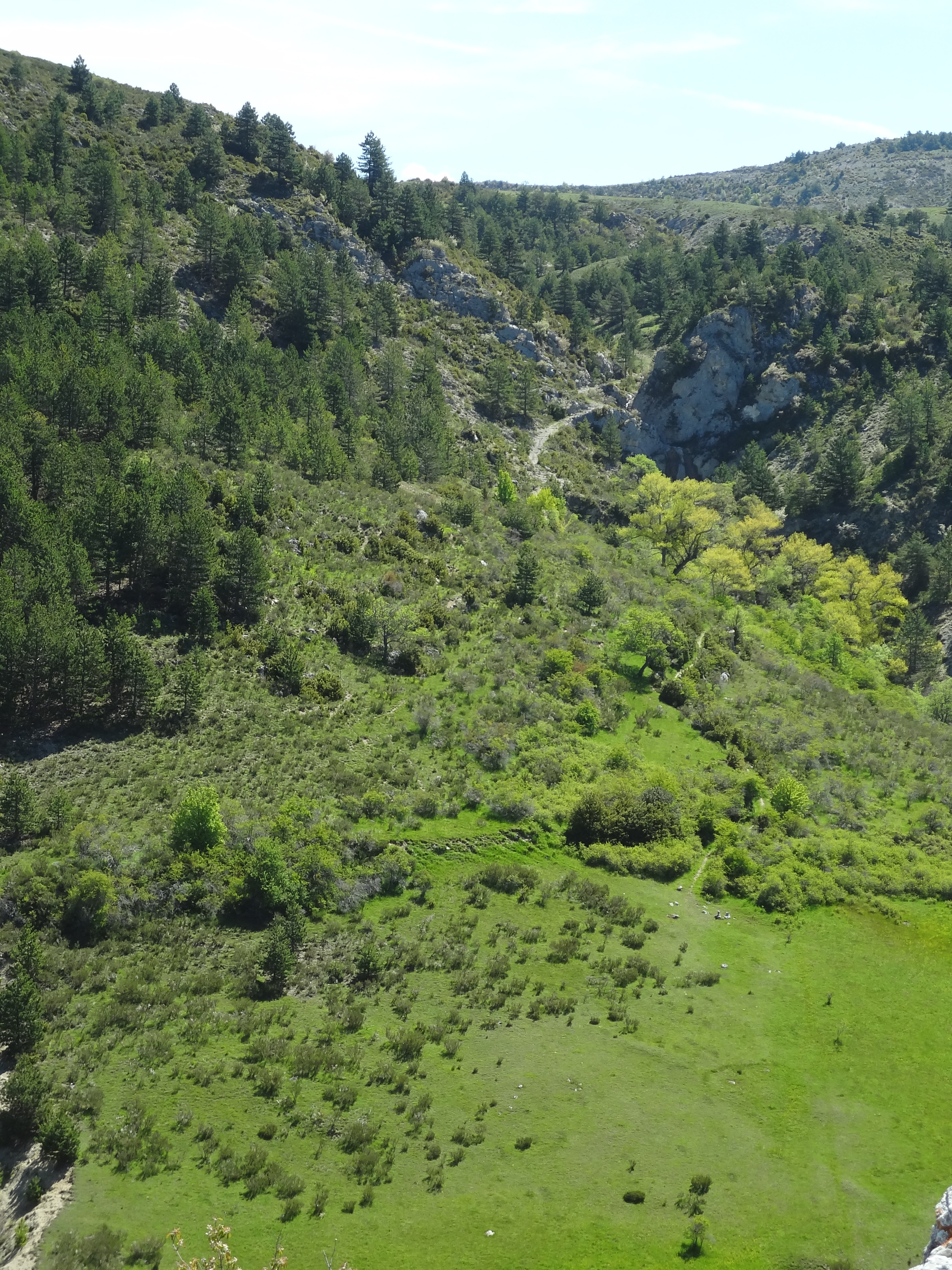
Chemin reliant le village à l’arrêt Le Poil-Majastres sur la ligne de chemin de fer Nice-Digne.
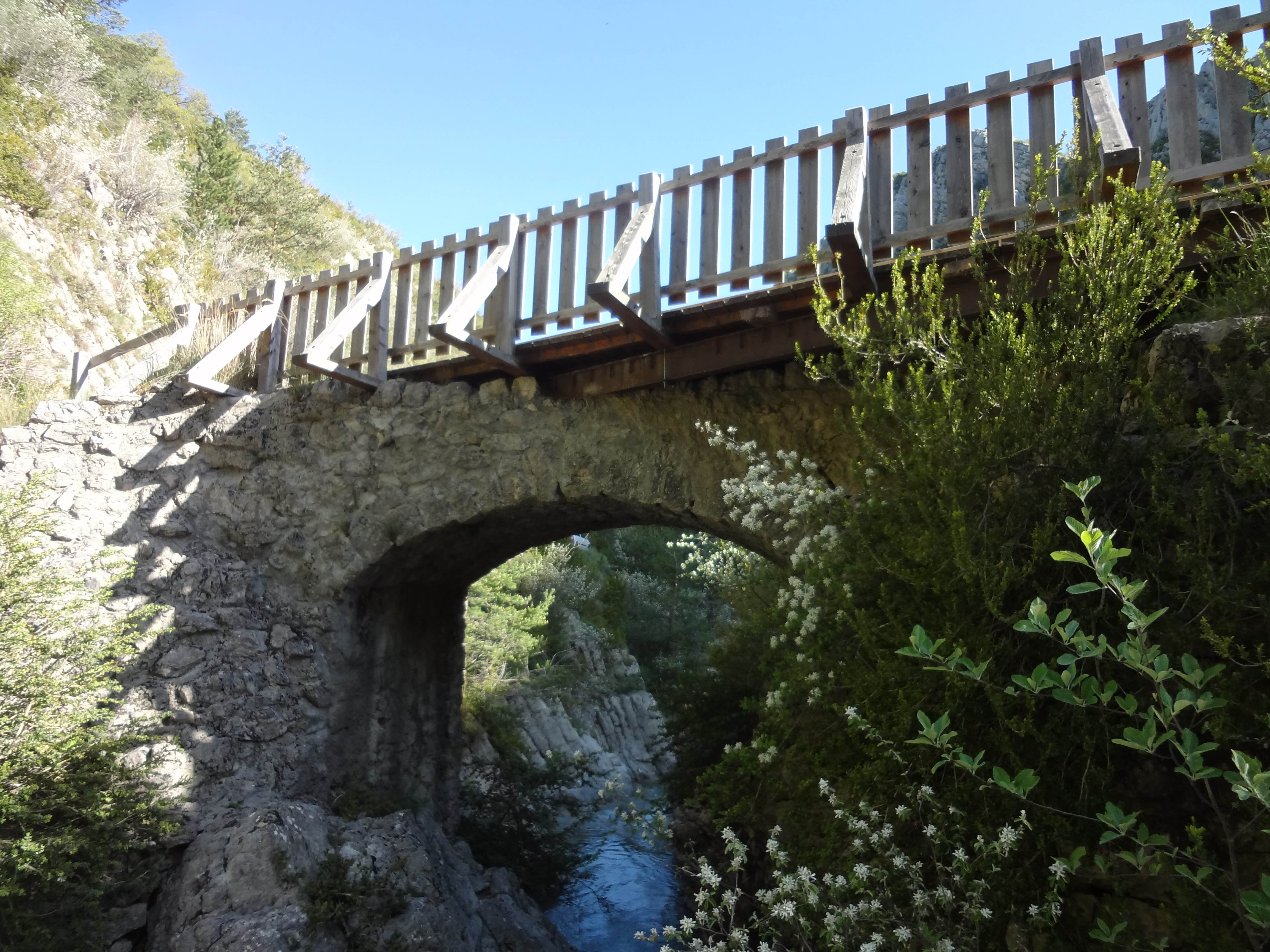
Vieux pont de pierre rénové.
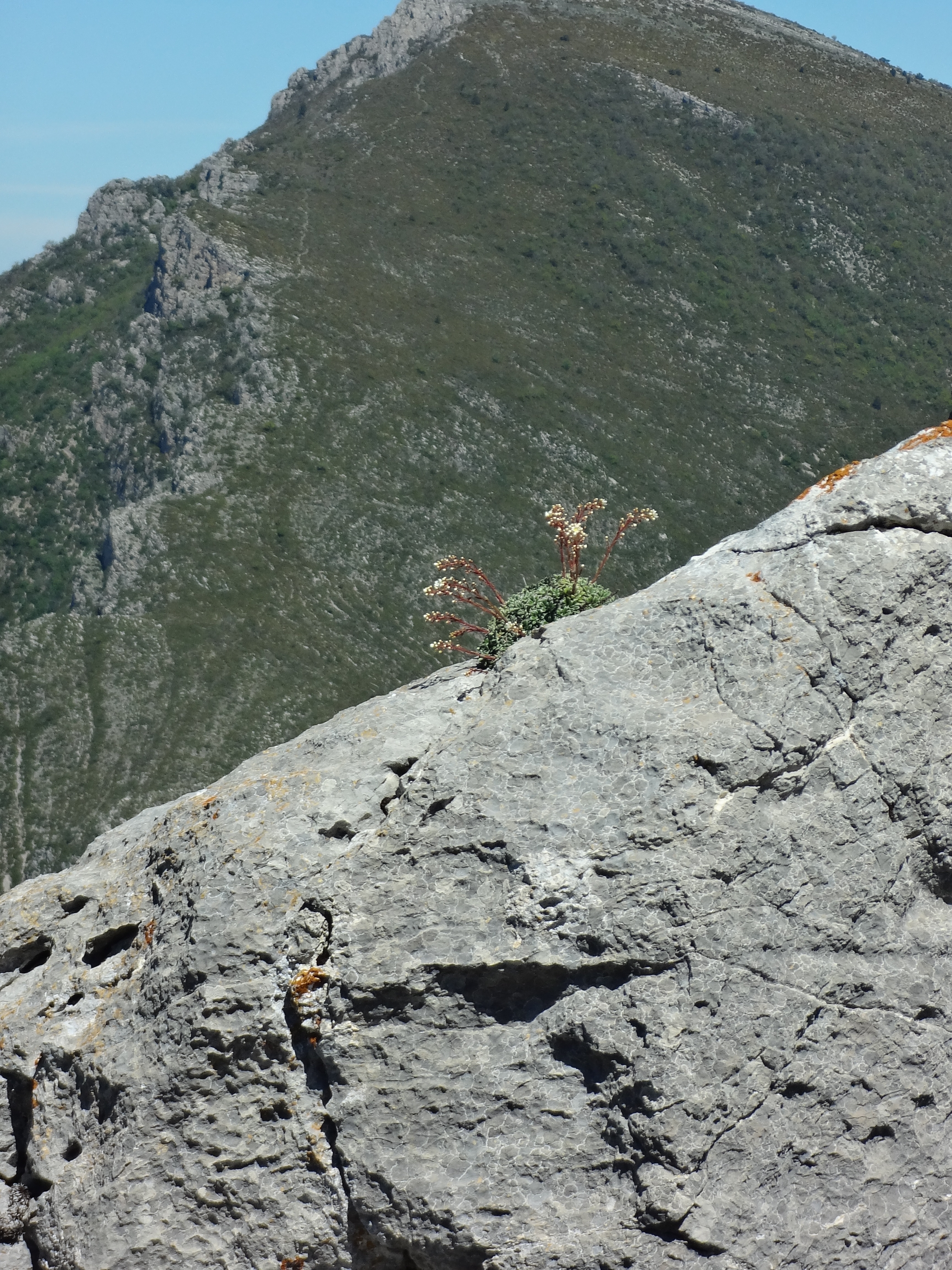
Végétation accrochée à la roche.
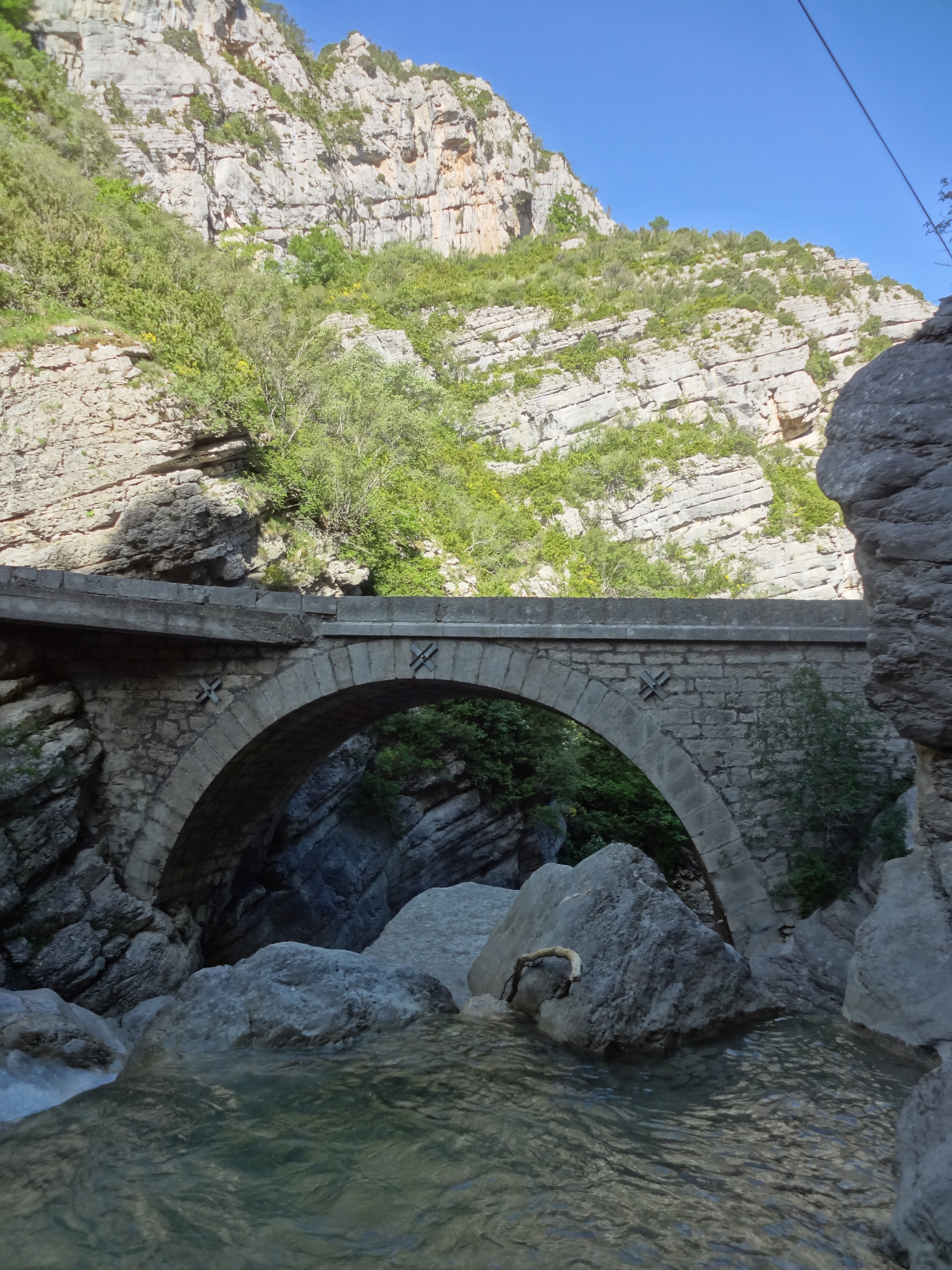
Pont du Pas d’Escale, limitrophe du Poil et de Beynes.

## Toponymie
Le nom de la localité est attesté sous la forme In Poio en 1056 dans un cartulaire de Saint-Victor de Marseille avec un passage qui nous dévoile le nom des paroissiens les plus pieux du Poil. Ce toponyme dérive de la racine occitane Peu, Pena, dérivant elle-même du latin Palus signifiant simplement pieu.
Le nom apparaît pour la première fois dans les chartes sous la forme Poium. Cette attestation de 1056 explique que Dauzat et Rostaing fassent du nom un héritier de podium, avec le sens de lieu élevé. Une homonymie au moins approximative (Mistral écrit pue  le résultat de podium en provençal) pourrait expliquer la remotivation en Lo Peu, en français Le Poil. Son nom s’écrivait le Poir jusqu’au XIXe siècle.*
Lo Pèou en occitan.

## Histoire
Les Castellane en était seigneurs du XIVe au XVIIe siècle.
Jusqu’au XXe siècle, les habitants du Poil cultivaient la vigne dans les communes voisines (notamment Mézel) et emportaient le raisin dans la montagne pour y fabriquer leur vin.
Par arrêté préfectoral du 24 septembre 1973, la commune du Poil est rattachée, le 1er janvier 1974, à la commune de Senez sous la forme d'une fusion-association.
Le village a été déserté dans les années 70. Une association culturelle a entrepris la rénovation de plusieurs bâtiments.
Extrait de l'Armorial des communes de Provence par de Bresc :
« Le Poil ou le Poir que l'on nommait aussi quelquefois le Pel en latin Pirus en provençal lou Pel ou lou Peou était du diocèse de Riez et de la viguerie de Castellane. Le chameau a été placé dans les armes de ce village parce que cet animal porte un poil fin et serré dont on fait des étoffes. Ainsi le mot de poil a fait naitre l'idée de chameau. »

## Administration

### Liste des maires
| Période | Période | Identité    | Étiquette | Qualité |
| ------- | ------- | ----------- | --------- | ------- |
|         |         | M. Guichard |           |         |

## Démographie
L’histoire démographique du Poil est marquée par une période d’« étale » où la population reste relativement stable à un niveau élevé. Cette période dure de la fin du XVIIIe siècle à 1856. L’exode rural provoque ensuite un mouvement de recul démographique, à la fois rapide et de longue durée. Dès 1906, la commune a perdu plus de la moitié de sa population par rapport au maximum historique de 1836. Le mouvement de baisse ne s'interrompt ensuite plus, et dans les années 1960, la commune est pratiquement dépeuplée et fusionnée avec Senez.
| 1315    | 1793 | 1800 | 1806 | 1821 | 1831 | 1836 | 1841 | 1846 |
| ------- | ---- | ---- | ---- | ---- | ---- | ---- | ---- | ---- |
| 64 feux | 330  | 310  | 331  | 321  | 344  | 368  | 334  | 325  |

| 1851 | 1856 | 1861 | 1866 | 1872 | 1876 | 1881 | 1886 | 1891 |
| ---- | ---- | ---- | ---- | ---- | ---- | ---- | ---- | ---- |
| 315  | 335  | 314  | 319  | 292  | 283  | 247  | 255  | 242  |

| 1896 | 1901 | 1906 | 1911 | 1921 | 1926 | 1931 | 1936 | 1946 |
| ---- | ---- | ---- | ---- | ---- | ---- | ---- | ---- | ---- |
| 219  | 209  | 169  | 147  | 112  | 85   | 63   | 39   | 34   |

| 1954 | 1962 | 1968 | 1975 | 1982 | 1990 | 1999 | 2006 | 2008 |
| ---- | ---- | ---- | ---- | ---- | ---- | ---- | ---- | ---- |
| 30   | 14   | 8    | -    | -    | 4    | 11   | 12   | 13   |

| 2011 | 2013 | 2014 | - | - | - | - | - | - |
| ---- | ---- | ---- | - | - | - | - | - | - |
| 5    | 5    | 3    | - | - | - | - | - | - |

Histogramme

(élaboration graphique par Wikipédia)

## Culture locale et patrimoine

### Lieux et monuments
- Le village et le château sont en ruines, ainsi que l’église Saint-Laurent

Le Poil
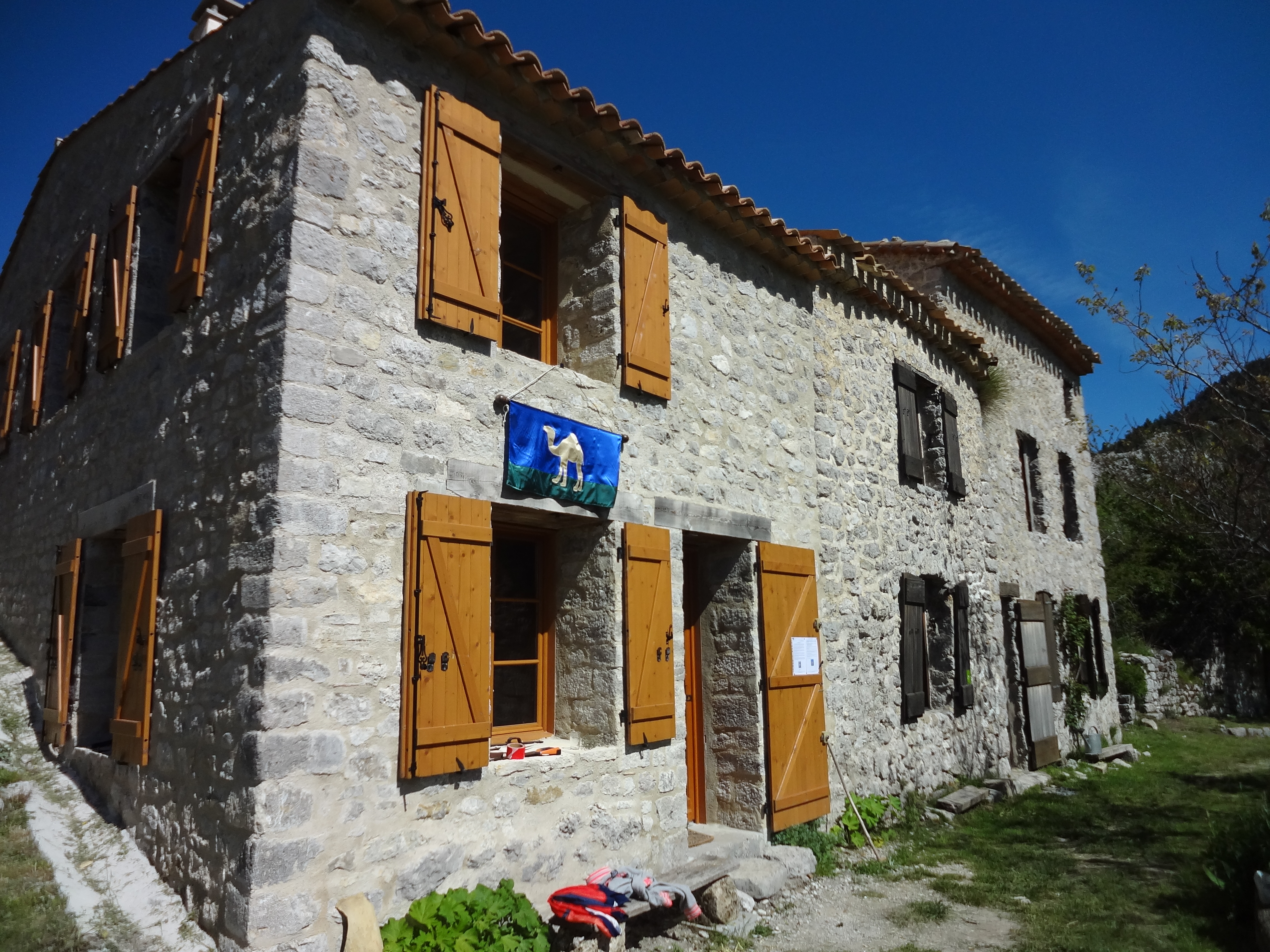
Deux maisons restaurées au Poil, dont l’une portant la bannière du Poil.
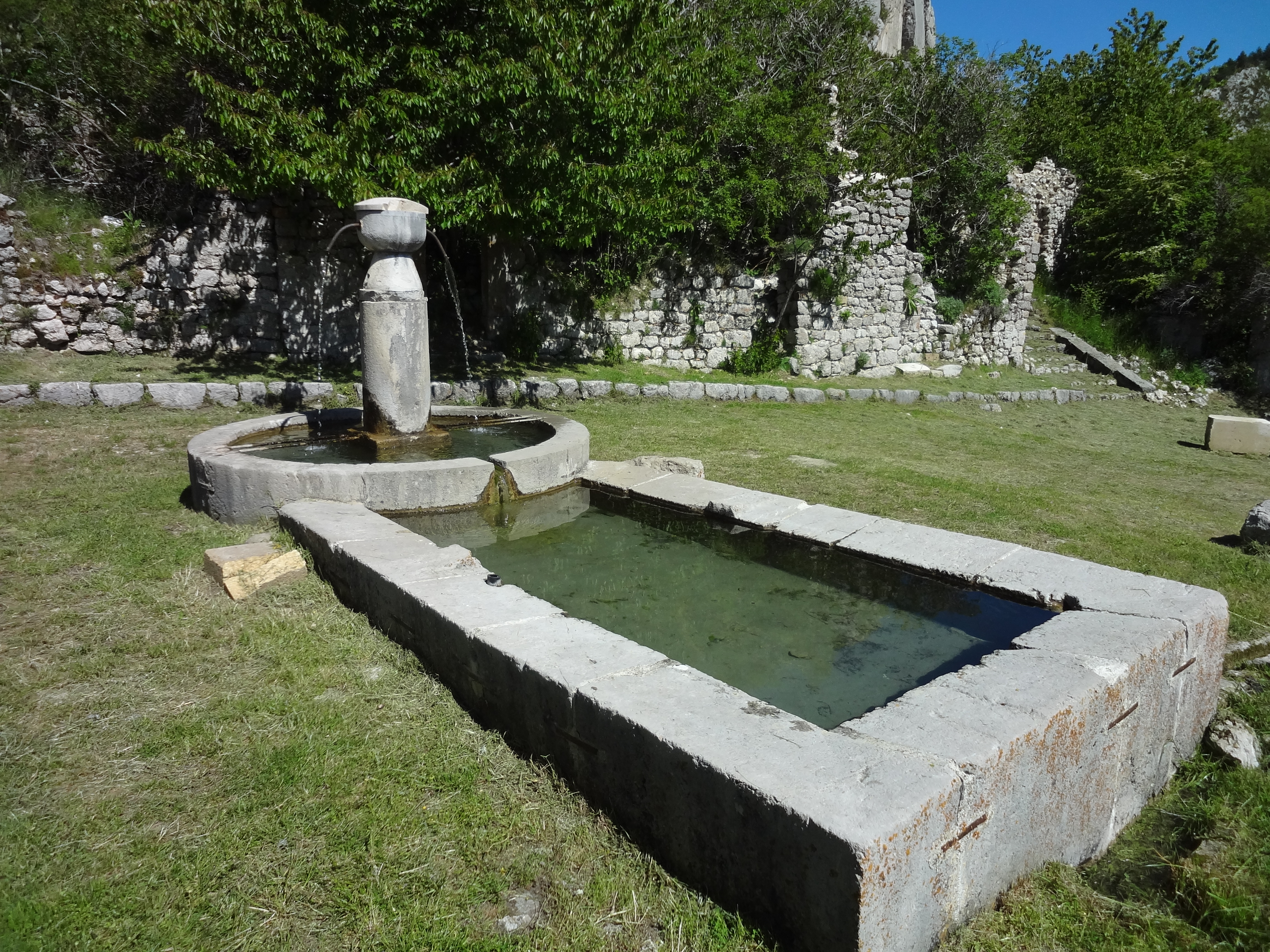
Fontaine-lavoir à deux bassins.
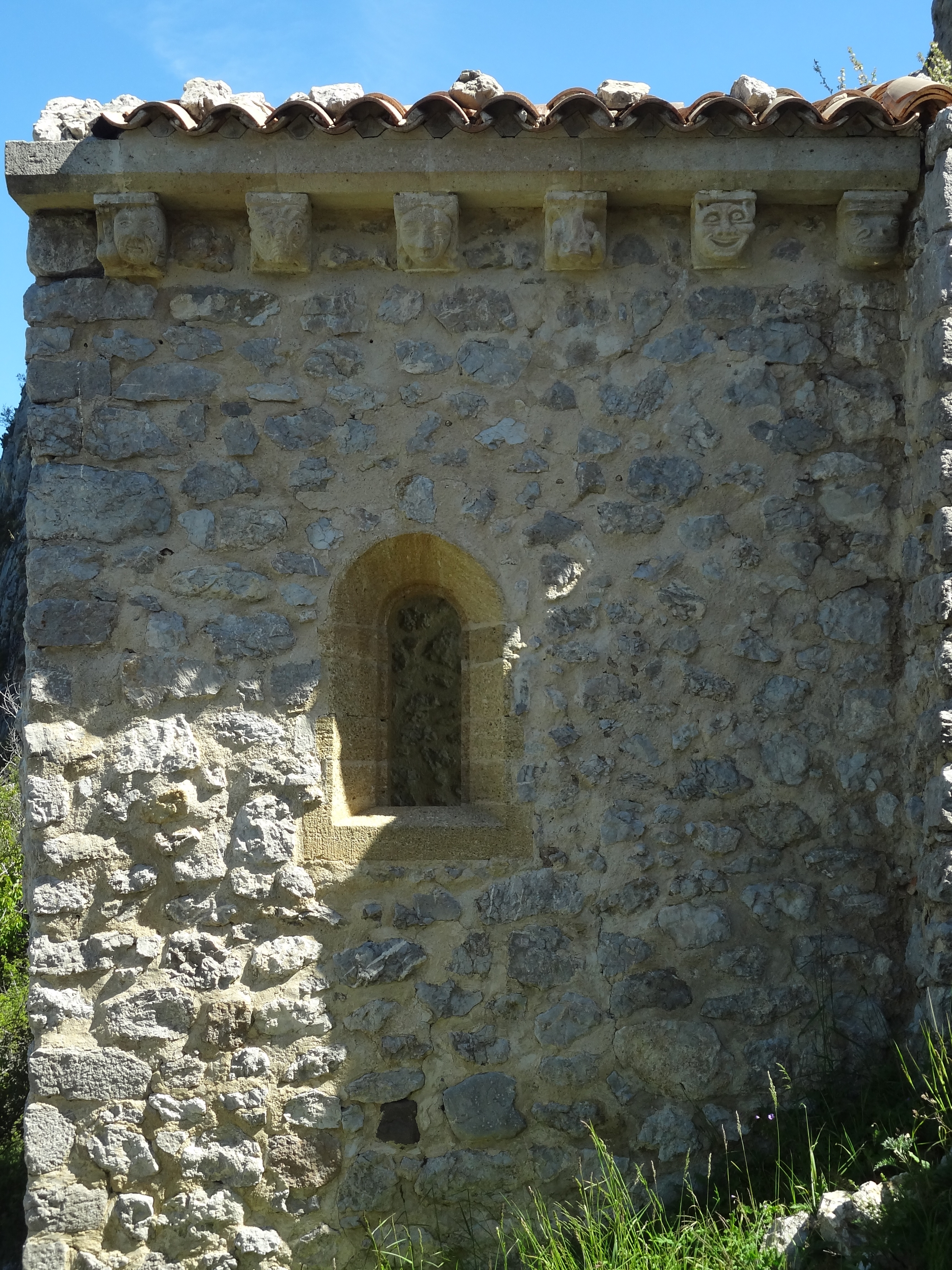
Modillons sculptés de l’église, venant d’une tentative de reconstruction de l’église.
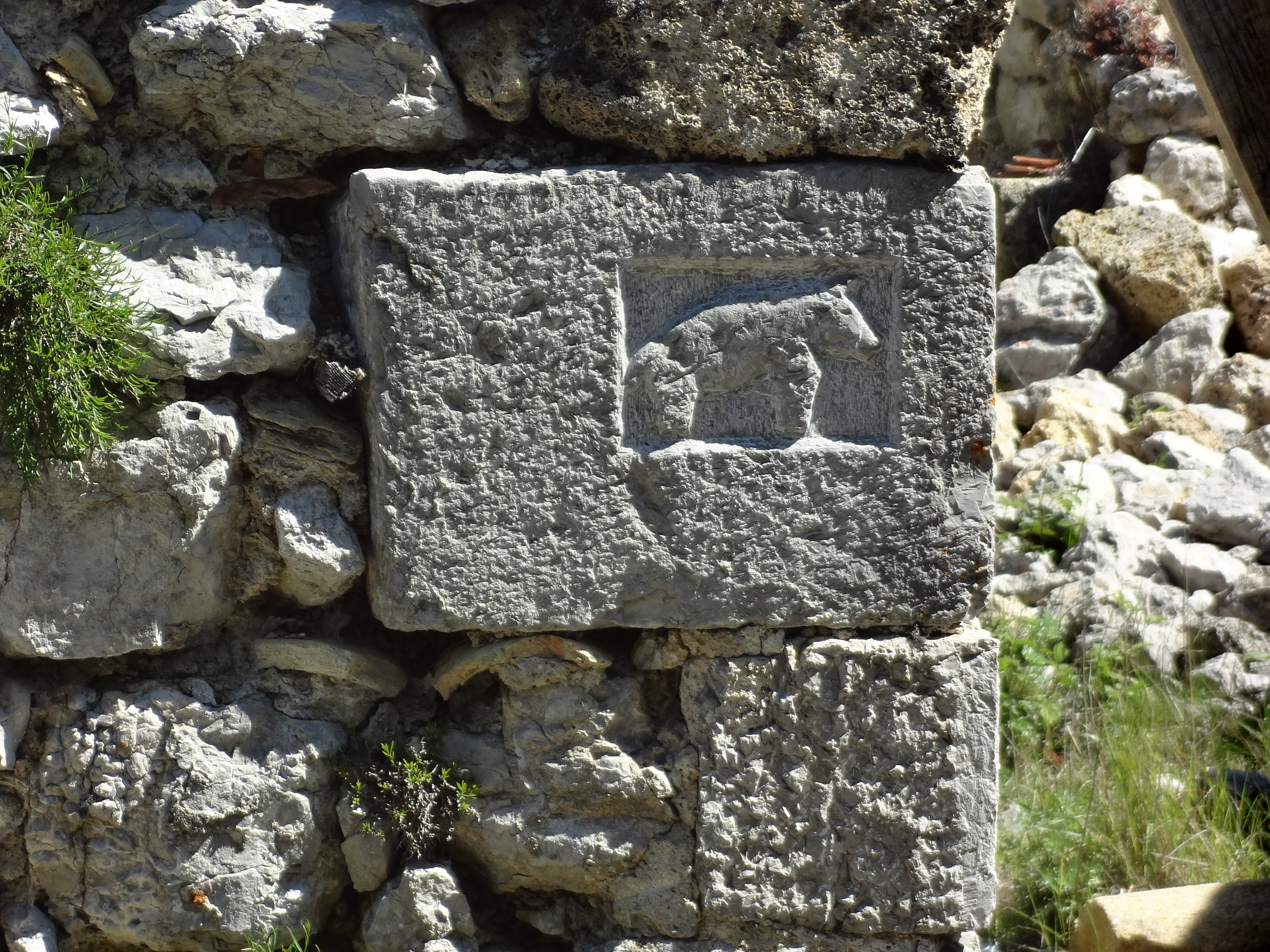
Sanglier en bas-relief sur le portail de l’église Saint-Laurent.

## Héraldique
| Blason | Blasonnement : D'azur à un chameau d'or sur une terrasse de sinople. |

## Personnalités liées à la commune
- Violette Ailhaud, écrivain et paysanne (personnage de roman).

Née en 1835 au Saule Mort un hameau du village du Poil, Violette Ailhaud est morte en 1925. L'Homme semence est un récit écrit en 1919. Pour la seconde fois en 70 ans, son village vient de perdre tous ses hommes...